# 이성재 (1987년)
이성재(1987년 9월 16일 ~ )는 대한민국의 축구 선수로서 포지션은 공격수이다.

## 개요
고양고등학교, 위덕대학교를 졸업하였다.

## 축구인 생활

### 선수 생활
2006년 포항 스틸러스에 입단하여 K-리그에 데뷔했으나, 3년 동안 리그에서 1경기를 뛰는 데 그쳤다. 2009년 인천 유나이티드로 이적하였다.
2010년 친정팀 포항 스틸러스에 다시 복귀하였다. 2011년 현재 군 복무를 위해 상주 상무에 입대 하여 2012년 9월 전역할 때까지 리그 27경기를 소화하며 5골을 기록하였다.

### 국가 대표 생활
2007년 FIFA U-20 월드컵에 참가하였다.

## 경력

### 선수 경력
- 2006년 ~ 2008년  포항 스틸러스
- 2009년  인천 유나이티드
- 2010년  포항 스틸러스
- 2011년  상주 상무 피닉스
- 2013년  수원 FC

## 수상

### 클럽

#### 포항 스틸러스
- K-리그 우승 1회 (2007년)
- FA컵 우승 1회 (2008년)
- FA컵 준우승 1회 (2007년)